# Семинария
Семинарията е училище за подготовка на християнски свещеници или (в миналото) учители.

## Етимология
С термина семинария (на латински: seminarium – „разсадник“) се наричат училища за подготовка на християнски свещеници или (в миналото – в Германия, Русия и другаде) на учители, съответно уточнявани като духовна семинария и учителска семинария. Така се казва и сградата, в която се помещава такова училище.
Съответно семинарист означава обучаем (ученик/студент) в семинария или по-рядко човек, учил в семинария (тоест бивш семинарист).

## Духовни семинарии
В Римокатолическата и протестантски църкви семинарията може да бъде висше или средно училище, като за разграничаването им неофициално се наричат съответно голяма семинария (висша) и малка семинария (средна).
В православните църкви на Русия и България семинарията е средно училище, докато висше образование се получава в духовна академия (висше училище) или богословски факултет (част от висше училище).
Ръководителят на семинарията (вкл. и средната) се нарича ректор.

## Семинарии в България
От 1872 г. до първите години след Освобождението в манастира „Св. св. Петър и Павел“ край Търново функционира Петропавловската духовна семинария, подчинена на Българската екзархия.
Понастоящем в България действат 2 православни семинарии – Пловдивска и Софийска, подчинени на Българската православна църква. Те обучават семинаристи в редовен петгодишен курс (за ученици, завършили 7-и или 8-и клас) и в двугодишен паралелен курс (за кандидати, завършили средно образование).
Обучението в семинариите подготвя учениците за духовна, просветна и катехизаторска дейност, да служат на Бога и Родината, да служат на брата-човек.